# Mistrzostwa Polski w Judo 1985
29. edycja Mistrzostw Polski w judo odbyła się w 1985 roku w Bielsku-Białej, gdzie rywalizowali mężczyźni oraz w Bełchatowie, gdzie rywalizowały kobiety w dniach 26–27 stycznia.

## Medaliści 29 mistrzostw Polski

### Kobiety
| Konkurencja: | Złoto:                                             | Srebro:            | Brąz:                                                  |
| 48 kg        | Anna Chodakowska                                   | Beata Czaban       | Małgorzata Codello Grażyna Piątkowska                  |
| 52 kg        | Joanna Majdan                                      | Ewa Kowal          | Edyta Jędrasik Ernestyna Matusiak                      |
| 56 kg        | Maria Gontowicz-Szałas AZS AWF Gorzów Wielkopolski | Marzena Kostrzewa  | Małgorzata Śliwa Małgorzata Szamreta Gwardia Białystok |
| 61 kg        | Bogusława Olechnowicz                              | Sabina Dyrda       | Magdalena Wideńska Agnieszka Szewczyk                  |
| 66 kg        | Jolanta Adamczyk                                   | Dorota Montorska   | Jolanta Poświat Barbara Maślana                        |
| 72 kg        | Maria Litwinowicz                                  | Stefania Drzewicka | Beata Staszewska Monika Nowak                          |
| +72 kg       | Beata Bartosik                                     | Beata Maksymow     | Irena Hrycyszyn Izabela Jędrych                        |
| open         | Bogusława Olechnowicz                              | Stefania Drzewicka | Barbara Maślana Iwona Gregorczyk                       |

### mężczyźni
| Konkurencja: | Złoto:                           | Srebro:                    | Brąz:                                                            |
| 60 kg        | Tomasz Lisicki Wybrzeże Gdańsk   | Piotr Bocheński            | Emil Smalarz Ireneusz Kiejda Wisła Kraków                        |
| 65 kg        | Janusz Pawłowski Wybrzeże Gdańsk | Mirosław Ulfik             | Marek Rybicki Marek Rozpądek Wisła Kraków                        |
| 71 kg        | Wiesław Błach                    | Zbigniew Tałaj             | Janusz Wincenciak Paweł Klimek                                   |
| 78 kg        | Waldemar Legień                  | Bogdan Bogucki             | Witold Chruściel Wisła Kraków Kazimierz Gonciarczyk Wisła Kraków |
| 86 kg        | Krzysztof Kurczyna               | Andrzej Sądej              | Jarosław Brawata Andrzej Pęcikiewicz Wisła Kraków                |
| 95 kg        | Jerzy Kolanowski                 | Antoni Pawlak Wisła Kraków | Zbigniew Bielawski Marek Szalast                                 |
| +95 kg       | Rafał Kubacki                    | Wojciech Reszko            | Krzysztof Szabat Henryk Konopka                                  |
| open         | Jerzy Kolanowski                 | Wojciech Reszko            | Krzysztof Kurczyna Andrzej Sądej                                 |